# Bass Culture (album)
Pour le livre de Lloyd Bradley, voir Bass Culture (livre).
Albums de LKJ

matrice = #ILPS 9605
Forces of Victory
(1979) LKJ in Dub
(1980)
Bass Culture est un album du dub poet Linton Kwesi Johnson, sorti le 9 mai 1980 sur le label Island Records label. Il a été produit par Linton Kwesi Johnson et Dennis Bovell et mixé par Dennis Bovell au studio Gooseburry Sound à Londres. C'est l'album qui a fait connaître LKJ au grand public.

## Liste des titres
1. Bass Culture - 6:04
2. Street 66 - 3:43
3. Reggae Fi Peach - 3:09
4. Di Black Petty Booshwah - 3:36
5. Inglan Is A bitch - 5:26
6. Loraine - 4:08
7. Reggae Sounds - 3:09
8. Two Sides Of Silence - 2:13

## Liste des musiciens
- Basse : Floyd Lawson, Vivian Weathers
- Batterie : Jah Bunny, Winston Curniffe
- Guitare : John Kpiaye
- Clavier : Dennis Bovell, Webster Johnson
- Sax alto : James Danton
- Sax tenor : Buttons Henry Tenyve
- Trompette/Flugehorn : Dick Cuthell, Henry Tenyve
- Trombone : Rico Rodriguez
- Percussion : Clinton Bailey, Everald Forrest, Jah Bunny

## Réception
L'album est considéré comme une pièce maitresse de l'œuvre de LKJ, de par la qualité littéraire des textes et la richesse des arrangements musicaux,,.